# Apamea dissoluta
Apamea dissoluta är en fjärilsart som beskrevs av Krulikovski. Apamea dissoluta ingår i släktet Apamea och familjen nattflyn. Inga underarter finns listade i Catalogue of Life.